# Israel Schiffmann

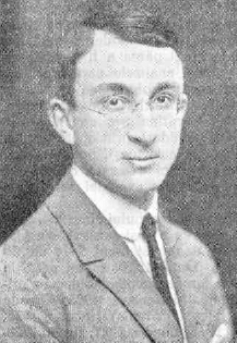
Israel Schiffmann

Israel Abramowitsch Schiffmann (* 27. September 1903 in Odessa; † 29. April 1930 in Chișinău, damals Rumänien) war ein rumänischer Schachkomponist.

## Schachkomposition
Schiffmann erlernte das Schachspiel im Alter von sieben Jahren. Nach einem Sanatoriumsaufenthalt  1924 begann er, sich für Schachkomposition zu interessieren. Obwohl er nur fünf Jahre lang komponierte, gewann er in dieser Zeitspanne mehr als 60 Preise, darunter knapp zwei Dutzend erste, und kreierte ein nach ihm benanntes Zweizügerthema. In der als Zusammenfassung aller Turniererfolge ausgetragenen Weltmeisterschaft belegte er 1928 in der Zweizügerabteilung Platz 2, 1929 errang er den Sieg. Er komponierte etwa 200–300 Aufgaben aller Arten, vorwiegend jedoch Zweizüger. In der rumänischen Schachzeitschrift Revista Română de Şah war er von 1928 bis zu seinem Ableben Zweizügerredakteur. Seine Beherrschung von sechs Sprachen (deutsch, englisch, französisch, italienisch, rumänisch, russisch) kam ihm dabei zugute. Er veröffentlichte in verschiedenen Zeitschriften Artikel und galt als Autorität.

## Schiffmann-Paraden
1927 komponierte Schiffmann einen Zweizüger, dessen Thema später nach ihm benannt wurde:

Durch den Schlüsselzug wird eine Mattdrohung durch den Einsatz einer Abzugsbatterie entwickelt. In den thematischen Varianten (Paraden) verhindert Schwarz das offensichtliche Matt, fesselt sich aber derart, dass das Matt dennoch nicht mehr verhindert werden kann. Man spricht dabei auch von Selbstfesselungsparaden. Das Thema wurde bereits 1888 vom Dänen Hans Valdemar Arntz in einer Aufgabe dargestellt.
|   | a | b | c | d | e | f | g | h |   |
| 8 |   |   |   |   |   |   |   |   | 8 |
| 7 |   |   |   |   |   |   |   |   | 7 |
| 6 |   |   |   |   |   |   |   |   | 6 |
| 5 |   |   |   |   |   |   |   |   | 5 |
| 4 |   |   |   |   |   |   |   |   | 4 |
| 3 |   |   |   |   |   |   |   |   | 3 |
| 2 |   |   |   |   |   |   |   |   | 2 |
| 1 |   |   |   |   |   |   |   |   | 1 |
|   | a | b | c | d | e | f | g | h |   |

Lösung:

1. Lh2–g1 (droht 2. f2–f4 matt)

1. … Dg6xe4 2. Da6xf6 matt

1. … Sc3xe4 2. Da6–a1 matt

1. … d5xe4 2. f2–f3 matt

## Privates
Schiffmann war Sohn eines Unternehmers der metallurgischen Industrie. Nach seiner Grundausbildung studierte Schiffmann in Charlottenburg an der Technischen Hochschule. 1924 auftretende gesundheitliche Probleme bescherten ihm einen Aufenthalt in einem süddeutschen Lungensanatorium. Einige Monate vor seinem Tode erkrankte er an einer schweren Grippe und konnte das Bett nicht mehr verlassen. Laut einem Nachruf in Revista Română de Şah glaubte Schiffmann „fest an die Würde, Ehre und Gerechtigkeit des Menschen“.